# The Motto
Singles par Tiësto
Don't Be Shy
(2021) Hot in It
(2022)
Singles par Ava Max
Sad Boy
(2021) Maybe You're The Problem
(2022)
Clip vidéo
[vidéo] « The Motto (clip officiel) », sur YouTube
Clip vidéo
[vidéo] « The Motto (Part II) », sur YouTube
Clip vidéo
[vidéo] « The Motto (version drag) », sur YouTube
The Motto est une chanson du DJ néerlandais Tiësto et de la chanteuse américaine Ava Max, sortie le 4 novembre 2021. Elle est annoncée en tant que troisième single du septième album de Tiësto, Drive.

## Accueil critique
Le personnel de Dancing Astronaut a écrit que The Motto contient un « hook accrocheur et des bassline gonflants » et l'a décrit comme « un exercice de simplicité ». Gabriel Krongold, de EDM Tunes, a déclaré que la chanson fera en sorte que les auditeurs « se perdent dans le beat » et « sortent de leurs gonds ». Ellie Mullins de We Rave You a complimenté la fusion du son pop de Max avec le style dance de Tiësto, et a commenté que c'était « plus qu'un autre disque de danse ».

## Performance commerciale
The Motto a débuté au Billboard Dance/Electronic Songs à la quatrième place du classement daté du 20 novembre 2021, où il a été reçu 3 500 000 streams et 1 500 téléchargements aux États-Unis et a depuis atteint un sommet de numéro 2 à ce jour. Elle a culminé à la 42e place du classement du Hot 100 américain, où elle est devenue sa chanson la mieux classée à ce jour. La chanson a débuté à la 61e place du UK Singles Chart du 12 novembre 2021, où elle est restée pendant trois semaines. La chanson est réapparue dans le classement après les fêtes de fin d'année 2021 à la 37e place, atteignant plus tard la 12e place, ce qui en fait le sixième single de Tiësto et le cinquième de Max dans le top 20.

## Clip vidéo
Un clip d'accompagnement a été réalisé par Christian Breslauer et diffusé sur MTV Live et dans tout Times Square le 4 novembre 2021. Elle représente Tiësto et Ava Max « voyageant dans le temps et faisant la fête ». L'histoire se déroule en 1927,,, Max arrive dans un hôtel et détruit un ascenseur avec du champagne en compagnie d'un ouvreur. Un deuxième clip est sorti le vendredi 11 mars 2022, qui a été réalisé par Charm La'Donna à Los Angeles, et diffusé en exclusivité sur Facebook pendant les trois premiers jours. Il représente un groupe de danseurs en train de se produire. Une version drag de la vidéo a été publiée sur la chaîne YouTube d'Ava Max, avec Pangina Heals, Kameron Michaels, Jaida Essence Hall, et Derrick Barry.

## Liste des titres
| 1. | The Motto | 2:44 |

| 1. | The Motto (Tiësto's VIP Mix) | 3:26 |

| 1. | The Motto (Robin Schulz Remix) | 2:37 |

| 1. | The Motto (Nathan Dawe Remix) | 3:01 |

| 1. | The Motto                      | 2:44 |
| 2. | The Motto (Robin Schulz Remix) | 2:37 |
| 3. | The Motto (Öwnboss Remix)      | 3:13 |
| 4. | The Motto (Nathan Dawe Remix)  | 3:01 |
| 5. | The Motto (CoDjo Remix)        | 2:45 |

## Crédits
- Tiësto – écriture, production
- Ava Max – écriture, chant
- Claudia Valentina – écriture
- Pablo Bowman – écriture
- Pater Rycroft – écriture
- Sarah Blanchard – écriture
- Yoshi Breen – écriture
- Lostboy – production
- Tom Norris – mixage audio

## Charts hebdomadaires
| Classement (2021–22)                    | Meilleure position |
| --------------------------------------- | ------------------ |
| Allemagne (Media Control AG)            | 10                 |
| Australie (ARIA)                        | 22                 |
| Autriche (Ö3 Austria Top 40)            | 11                 |
| Belgique (Flandre Ultratop 50 Singles)  | 3                  |
| Belgique (Wallonie Ultratop 50 Singles) | 5                  |
| Bulgarie (PROPHON)                      | 3                  |
| Canada (Hot 100)                        | 6                  |
| Croatie (HRT)                           | 8                  |
| Danemark (Tracklisten)                  | 22                 |
| États-Unis (Hot 100)                    | 42                 |
| États-Unis (Hot Dance/Electronic Songs) | 2                  |
| Finlande (Suomen virallinen lista)      | 11                 |
| France (SNEP)                           | 60                 |
| Grèce (IFPI)                            | 5                  |
| Hongrie (Rádiós Top 40)                 | 2                  |
| Hongrie (Single Top 40)                 | 2                  |
| Hongrie (Stream Top 40)                 | 6                  |
| Irlande (Irish Singles Chart)           | 6                  |
| Islande (Plötutíðindi)                  | 12                 |
| Italie (FIMI)                           | 76                 |
| Liban (The Official Lebanese Top 20)    | 12                 |
| Lituanie (Agata)                        | 6                  |
| Luxembourg (Billboard)                  | 10                 |
| Norvège (VG-lista)                      | 11                 |
| Pays-Bas (Nederlandse Top 40)           | 1                  |
| Pays-Bas (Single Top 100)               | 5                  |
| Pologne (ZPAV)                          | 1                  |
| Portugal (AFP)                          | 42                 |
| Roumanie (UPFR)                         | 7                  |
| Royaume-Uni (UK Singles Chart)          | 12                 |
| Russie (Tophit Radio Top 100)           | 6                  |
| Slovaquie (IFPI Rádio)                  | 13                 |
| Slovaquie (IFPI Singles Digitál)        | 3                  |
| Suède (Sverigetopplistan)               | 21                 |
| Suisse (Schweizer Hitparade)            | 5                  |
| Tchéquie (IFPI Rádio)                   | 1                  |
| Tchéquie (IFPI Singles Digitál)         | 10                 |
| Ukraine (Tophit Radio Top 100)          | 2                  |